# Manjinder Virk
Manjinder Virk (Coventry, 1975 –) brit színésznő, filmrendező.

## Élete
Férjével, Neil Biswas-val a Bradford riots című televíziós dráma forgatásán találkozott 2007-ben. 2013-tól férjével együtt a dél-londoni Brixtonban él. 

## Filmográfia
| Év        | Magyar cím                      | Eredeti cím                    | Szerep                                      | Megjegyzések                   |
| --------- | ------------------------------- | ------------------------------ | ------------------------------------------- | ------------------------------ |
| 1999      | Holby Városi Kórház             | Holby City                     | fiatal nővér                                | televíziós sorozat (1 epizód)  |
| 2000–2007 | Doktorok                        | Doctors                        | Karen Slater / Laila Khalid / Harpit Jindal | 3 epizód                       |
| 2003      | Készen áll, Mr. McGill?         | Ready When You Are, Mr. McGill | Sue                                         | tévéfilm                       |
| 2004      |                                 | The Bill                       | Khadija Miah                                | televíziós sorozat (4 epizód)  |
| 2004      |                                 | Swiss Toni                     | Jenny                                       | televíziós sorozat (1 epizód)  |
| 2004      |                                 | Green Wing                     | színházi nővér                              | televíziós sorozat (1 epizód)  |
| 2005      |                                 | Child of Mine                  | WPC                                         | tévéfilm                       |
| 2005      |                                 | The Ghost Squad                | WPC Shareen Charan                          | televíziós sorozat (1 epizód)  |
| 2006      |                                 | Bradford Riots                 | Shazia                                      | tévéfilm                       |
| 2007      |                                 | Comedy Showcase                | riporter                                    | televíziós sorozat (1 epizód)  |
| 2007      |                                 | Britz                          | Nasima Wahid                                | tévéfilm                       |
| 2008      |                                 | The Blue Tower                 | Asha                                        |                                |
| 2009      |                                 | Runaway                        | PC Brinkley                                 | televíziós sorozat (2 epizód)  |
| 2010      | Skins                           | Skins                          | Doctor Berg                                 | televíziós sorozat (1 epizód)  |
| 2011      |                                 | Monroe                         | Sally Fortune                               | televíziós sorozat (6 epizód)  |
| 2012      |                                 | The Thick of It                | újságírónő                                  | televíziós sorozat (1 epizód)  |
| 2012      | A célpont                       | Hunted                         | Simran Baines                               | televíziós sorozat (4 epizód)  |
| 2015      | Hívják a bábát                  | Call the Midwife               | Ameera Khatun                               | televíziós sorozat (1 epizód)  |
| 2015      |                                 | History's Future               | Phoebe                                      |                                |
| 2015      |                                 | Ordinary Lies                  | Marianne                                    | televíziós sorozat (6 epizód)  |
| 2016–2017 | Kisvárosi gyilkosságok          | Midsomer Murders               | Dr. Kam Karimore                            | televíziós sorozat (10 epizód) |
| 2017–2018 |                                 | Bad Move                       | Meena                                       | televíziós sorozat (9 epizód)  |
| 2019      | Bízz bennem                     | Trust Me                       | Dr. Parveen Shanker                         | televíziós sorozat (2 epizód)  |
| 2020      | Az élet megy tovább             | Moving On                      | Alice                                       | televíziós sorozat (1 epizód)  |
| 2020      | Bezzegszülők                    | Breeders                       | Dr. Webb                                    | televíziós sorozat (1 epizód)  |
| 2020–2121 | A szörnyetegnek meg kell halnia | The Beast Must Die             | Liz Jerwood                                 | televíziós sorozat (4 epizód)  |
| 2022      |                                 | Trigger Point                  | Samira Desai                                | televíziós sorozat (6 epizód)  |
| 2022      | Ördögi játszmák                 | Devils                         | Agnes Sharma                                | televíziós sorozat (4 epizód)  |

## Fordítás
- Ez a szócikk részben vagy egészben a Manjinder Virk című angol Wikipédia-szócikk fordításán alapul.  Az eredeti cikk szerkesztőit annak laptörténete sorolja fel. Ez a jelzés csupán a megfogalmazás eredetét és a szerzői jogokat jelzi, nem szolgál a cikkben szereplő információk forrásmegjelöléseként.